# Ayesha Gaddafi
Ayesha al-Gaddafi (hay Aisha, tiếng Ả Rập: عائشة القذافي, sinh năm 1976) là một nhà hòa giải và từng là sĩ quan quân đội Libya, bà nguyên là đại sứ thiện chí của Liên Hợp Quốc, và cũng là một luật sư. Bà là con gái ruột duy nhất của nhà lãnh đạo Libya bị lật đổ Muammar al-Gaddafi với người vợ thứ hai của ông là Safia Farkash.

## Binh nghiệp
Bà được huấn luyện trong môi trường quân đội Libya và đã được phong quân hàm Trung tá. Tuy nhiên, theo một số người dân Libya, Ayesha không xứng đáng có một cấp bậc cao như vậy và bà đạt được điều đó chỉ vì là con gái của Gadhafi.

## Ngoại giao
Năm 2000, bà tới Baghdad cũng với một phái đoàn gồm 69 chính khách. Một thời gian ngắn trước khi xảy ra cuộc xâm lược Iraq vào năm 2003, bà đã gặp Saddam Hussein. Năm 2011, bà phản đối mạnh mẽ các chính sách của ngoại trưởng Hillary Clinton và tổng thống Barack Obama, và kêu gọi một sự hòa giải tại Libya thông qua các tổ chức quốc tế. Bà cũng từng giữ vai trò là người điều đình khi là đại diện cho chính phủ Libya trong các cuộc gặp với Liên minh châu Âu.

### Đại sứ thiện chí LHQ
Ayesha al-Gaddafi đã được chọn làm Đại sứ thiện chí của Liên Hợp Quốc tại Libya vào ngày 24 tháng 7 năm 2009, công việc này chủ yếu liên quan đến các vấn đề HIV/AIDS, nghèo đói và quyền của phụ nữ tại Libya, tất cả đều là những chủ đề nhạy cảm tại quốc gia này. Vào tháng 2 năm 2011, Liên Hợp Quốc đã tước bỏ vai trò đại sứ hiện chí của Ayesha.

## Tư pháp
Vào tháng 7 năm 2004, bà đã tham gia vào nhóm bảo vệ pháp lý cho nhà lãnh đạo bị lật đổ của Iraq là Saddam Hussein. Ayesha cũng là người đứng đầu Hội từ thiện Wa Attassimou, tổ chức này đã bảo vệ Muntadhar al-Zaidi

## Nội chiến Libya 2011
Bà nằm trong danh sách cấm đi lại theo nghị quyết 1970 của Liên Hợp Quốc vào ngày 26 tháng 2 năm 2011. Bà đã kiện NATO vì các vụ đám bom của họ vào dinh thự của Gaddafi đã giết chết em trai bà là Saif al-Arab Muammar al-Gaddafi, con gái bà cùng với ba người cháu của cha bà. Bà tuyên bố các vụ không kích là bất hợp pháp, và đó là các tòa nhà dân sự. al-Các hồ sơ về vụ kiện đã được chuyển đến Bruxelles và Paris vào tháng 6 năm 2011. Tuy nhiên, vào ngày 27 tháng 7, công tố viên Bỉ đã từ chối thẩm tra các "tội ác chiến tranh" trong hồ sơ kiện NATO của bà. Khi Tripoli thất thủ, gia đình bà bắt buộc phải đi di tản. Vào ngày 22 tháng 8 năm 2011, quân nổi dậy đã chiếm được tư gia của bà. Trong đó, có các hình ảnh về chiếc ghế sô-pha bằng vàng có kích thước lớn mô tả một nàng tiên cá với hình ảnh khuôn mặt của Aisha do một nghệ sĩ Ai Cập tạo ra đã được công bố. Quân nổi dậy cũng tìm thấy nhiều chai rượu trong tư gia bất chấp việc cha bà đã ra lệnh cấm đồ uống có cồn.
Vào ngày 27 tháng 8, hãng thông tân Ai Cập Mena đã đưa tin rằng sáu chiếc Mercedes-Benz bọc sắt, có thể chở những nhân vật cao cấp trong chế độ của Gaddafi, đã vượt qua biên giới tại thị trấn Ghadames để sang Algérie, tuy nhien điều này bị chính quyền Algeria lúc đó phủ nhận. Vào ngày 29 tháng 8, chính phủ Algeria đã chính thức tuyên bố rằng Safia cùng con gái Ayesha và hai con trai Muhammad và Hannibal, đã vượt biên giới sang Algeria vào sớm ngày thứ 2, 29/8. Bộ Ngoại giao Algeria nói rằng tất cả nay đều được hộ tống tới thủ đô Algiers, và không một ai trong số họ có tến trong lệnh truy nã của Tòa án Hình sự Quốc tế và trong nhóm này có nhiều trẻ em.
Vào ngày 30 tháng 8, có tin cho biết Ayesha đã sinh một bé gái tại thị trấn Djanet. Bà cùng một số thành viên trong gia đình hiện sinh sống trong một biệt thự sang trọng tại Staoueli gần thủ đô Algeirs do chính phủ Algeria cung cấp. Họ cũng đã được chính phủ nước này chở đến Algiers từ Djanet bằng máy bay riêng.

## Cá nhân
Ayesha được một số hàng thông tân phong cho danh hiệu "Claudia Schiffer của Bắc Phi," bởi bà từng nhiều lần nhuộm tóc màu vàng. Năm 2006 bà kết hôn với Ahmed al-Gaddafi al-Qahsi, một người anh họ và là đại tá. Chồng bà được cho là đã thiệt mạng vào ngày 26 tháng 7 năm 2011 trong chiến tranh. Họ có ba người con trước khi chế dộ của cha bà bị sụp đổ;ngoài ra bà mới sinh một người con gái tại Algeria vào ngày 30 tháng 8 năm 2011.